# Сярмыськасы
Сярмыськасы́ (чув. Çармăскасси) — деревня в Моргаушском районе Чувашской Республики. Входит в состав Юнгинского сельского поселения.

## География
Находится в северо-западной части Чувашии, на расстоянии приблизительно 12 км на северо-запад по прямой от районного центра села Моргауши.

## История
Известна с 1795 года как выселок деревни Большая Юнга, Ядрина тож (ныне в составе села Юнга) с 13 дворами. В 1858 было учтено 25 дворов и 186 жителей, в 1897—318 человек, в 1906 — 63 двора и 328 жителей, в 1926 — 78 дворов и 405 жителей, в 1939—450 жителей, в 1979—332. В 2002 году было 93 двора, в 2010 — 76 домохозяйств. В 1930 году был образован колхоз «Заря», в 2010 действовало ООО «ВаСин».

## Название
Произошло от чувашского Çармăскасси — где Çармăс - Черемисы и Касси - отрезок, улица, выселок.

## Население
Постоянное население составляло 287 человек (чуваши 96 %) в 2002 году, 260 в 2010.